# Свети Димитър (Ореовец)
Вижте пояснителната страница за други значения на Свети Димитър.
„Свети Великомъченик Димитрий“ или „Свети Димитър“ (на македонска литературна норма: „Свети Димитар“, „Свети Димитриј“) е възрожденска православна църква в прилепското село Ореовец, Република Македония. Църквата е под управлението на Преспанско-Пелагонийската епархия на Македонската православна църква.
Църквата е гробищен храм, разположена източно от селото. Изградена е и изписана в 1874 година. Представлява еднокорабна сграда с полукръгъл свод и полукръгла апсида.